# Alag-Erdene
Alag-Erdene (mongoliska: Алаг-Эрдэнэ сум, Алаг-Эрдэнэ, Alag-Erdene Sum) är ett distrikt i Mongoliet.   Det ligger i provinsen Chövsgöl, i den nordvästra delen av landet, 500 km väster om huvudstaden Ulaanbaatar.